# André Loucheur
Pour les articles homonymes, voir Loucheur.
André Charles Lucien Loucheur, né le 16 septembre 1910 à Roubaix, mort le 30 mars 1998 à Chevilly-Larue est un missionnaire spiritain français, et fut le premier évêque du diocèse de Bafia, au Cameroun.

## Biographie
André Loucheur est ordonné prêtre pour la Congrégation du Saint-Esprit le 29 septembre 1938.
En 1954, il crée la léproserie de Nyamsong. En 1957, il parvient à lever en France des fonds importants pour cette léproserie, grâce notamment au soutien de l'émission Vous êtes formidables de Pierre Bellemare.
En juillet 1965, quand le secteur de Bafia au Cameroun est érigé en préfecture apostolique par détachement de l'archidiocèse de Yaoundé, le père André Loucheur en est nommé préfet apostolique.
Il est consacré évêque de Bafia le 11 janvier 1968, par Mgr Jean Zoa, archevêque de Yaoundé, lorsque la préfecture de Bafia est érigée en diocèse. 
Il quitta sa charge le 21 décembre 1977, atteint par la limite d'âge. Rome nomma un spiritain camerounais pour lui succéder : Mgr Athanase Bala.
Le 7 décembre 1994, pour protester contre l'avortement, il participa en France à une opération sauvetage à l’hôpital Saint-Jacques de Nantes dans le cadre d'un « commando anti-IVG ». « Il fallait aussi que les laïcs ne soient pas seuls à souffrir des contraintes imposées par l'Évangile. Que le pasteur marche devant ses brebis. J'ai passé des heures très belles avec les sauveteurs, dans la prière et le témoignage évangélique» , commenta-t-il peu après.

## Ouvrages
- Le Cameroun, un beau pays, Ed. Saint-Paul, 1991, Paris-Fribourg  (ISBN 2850494887)